# József Kármán
József Kármán, född 14 mars 1769 i Losonc, död där 3 juni 1795, var en ungersk författare. 
Kármán ville samla sitt lands spridda litterära krafter och göra Budapest till dess andliga medelpunkt. I sin tidskrift "Uránia" (1794–95) arbetade han för detta mål och publicerade där bland annat sin lilla, av Jean-Jacques Rousseau och Johann Wolfgang von Goethes "Den unge Werthers lidanden" påverkade roman Fanni hagyományai (Fannys efterlämnade papper, 1794), "den enda läsbara ungerska romanen från 1700-talet".